# Cepina
Cepina è una frazione del comune italiano di Valdisotto, di cui costituisce il capoluogo comunale, nella provincia di Sondrio, in Lombardia.
Il paese si trova nel cuore della valle e ospita la posta, la biblioteca, lo studio medico, le scuole primarie e secondarie di primo grado e alcune attività commerciali e ricettive.

## Monumenti e luoghi d'interesse
- La chiesa parrocchiale di Santa Maria Assunta, risalente al 1356 è la chiesa principale del paese;
- L'ossario, annesso alla chiesa parrocchiale salta subito all'occhio per la grande cancellata;
- L'oratorio dei confratelli, posizionato vicino alla chiesa e all'ossario, era una volta utilizzato dai confratelli;
- La chiesa di San Rocco è una piccola chiesa che si trova dopo il ponte di Cepina ed edificata per voto della popolazione nel 1836;
- Il monumento ai caduti, si trova vicino al cimitero e riporta il nome di tutti i caduti di guerra del comune di Valdisotto.

## Società

### Tradizioni e folclore
Due sono le principali tradizioni del paese, entrambe a sfondo religioso. 
- Ferragosto, nel giorno della festa patronale
- La via Crucis dei Plaz, si svolge la prima domenica del mese di ottobre, e si percorre il sentiero segnalato dalle croci bianche con le tappe della Passione che porta da Cepina ai Plaz (1683 m s. l. m.) dove venne eretta una cappella.

## Storia
Il 16 magio 1983 una valanga di grosse dimensioni (volume stimato 2 milioni di m³) si staccò dal Monte Vallecetta e raggiunse il paese, causando un vittima e numerosi danni ad edifici e infrastrutture. La neve raggiunse anche la strada statale SS 38, rendendo ancora più difficili le operazioni dei soccorsi.